# Штани кльош

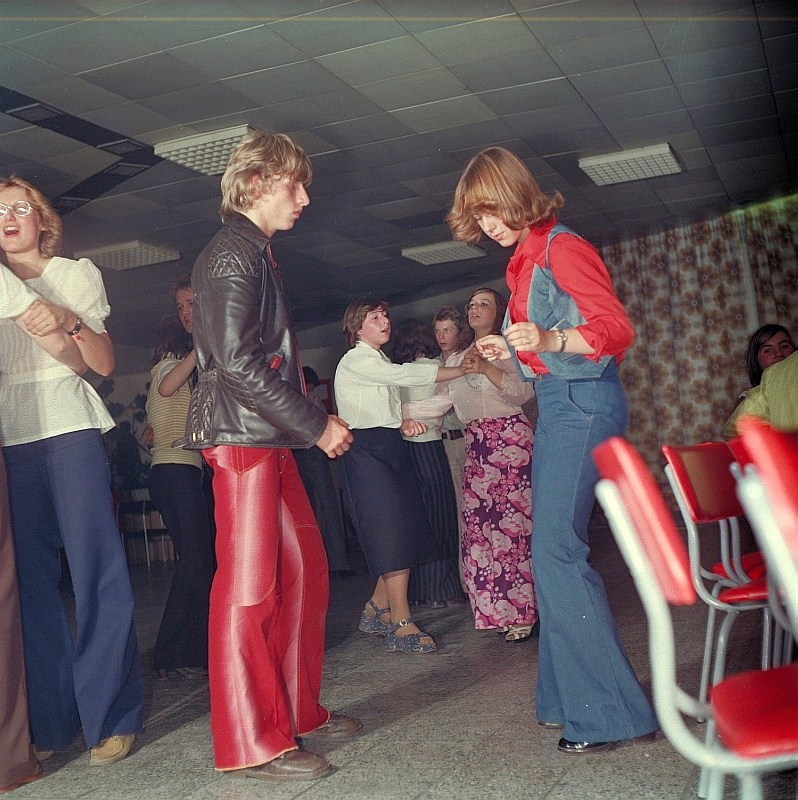
Дискотека в Німеччині, 1977 рік

Кльош — довгий розширений донизу крій штанів, силует якого нагадує форму дзвона та розширюється від коліна або стегна до щиколотки.

## Історія та походження
Все почалося 1810 року на американському флоті. Як не дивно, але цей елемент одягу став невід’ємною частиною гардеробу саме моряків. Широка модель штанів давала можливість під час раптового занурення у воду швидко звільнитися від одягу та виплисти з води. Назва такої форми має французьке походження «cloche», що означає дзвін. Згодом у кінці 1960-х розкльошені джинси стали надзвичайно популярними серед молоді, особливо хіпі. Їх носили як жінки, так і чоловіки. До кінця 1970-х років розмальовані квітами та символічними знаками штани кльош вважались справжнім символом стилю. Такі легендарні зірки як Елвіс Преслі, група The Beatles, ABBA, Queen та Rolling Stone активно поширювали цей фасон, виступаючи на своїх концертах у такому стилі.

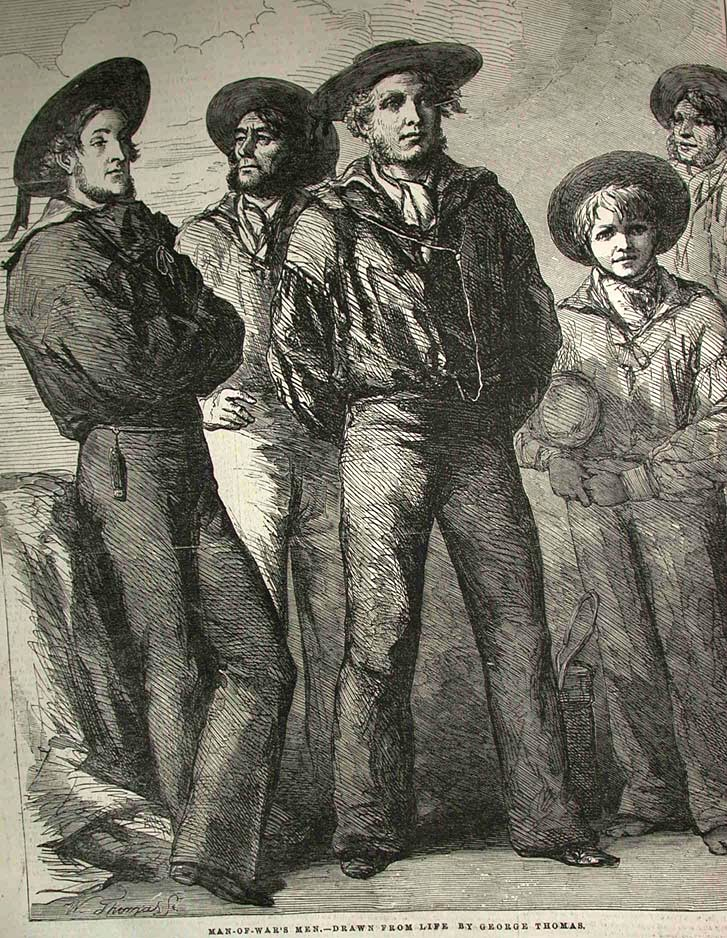
Моряки бойового корабля, рисунок з натури Джорджа Томаса (George Thomas), опубліковано в Ільюстрейтед Лондон ньюз в 1854 році

## Популярні моделі
Класичний кльош від коліна виглядає досить просто. Це штани  з талією середньої висоти, обтягують стегна і починають розширюватися в колінах. У них стандартна для штанів довжина, тому вони поєднуються з взуттям на високих підборах. Однак існують і інші цікаві фасони розкльошених від коліна штанів:
1. скошені моделі мають більш коротку довжину і асиметричні штанини;
2. укорочені спереду, в яких асиметрія виражається по-іншому — ззаду штанини стандартної довжини, а спереду — сантиметрів на 10 коротше;
3. з воланами в нижній частині;
4. з розрізом, що починається, як і кльош, в районі коліна

## Матеріал та тканини
Для виготовлення розкльошених штанів використовують різні матеріали:
- льон;
- бавовна;
- твід та інші види вовняної тканини;
- шкіра;
- латекс;
- вельвет

## Актуальність
У 1980-2000-х роках буря вщухла: джинси скінні витіснили кльош з індустрії моди. Проте факт залишається фактом: тренди приходять, йдуть і повертаються назад. Це і є поясненням цьогорічної актуальності вінтажного стилю штанів. Таку модель можна поєднувати як з осінніми черевиками, так і зі спортивним взуттям, та навіть елегантними підборами. Штани кльош і нині відзначаються своєю унікальністю й універсальністю серед нескінченних тенденцій індустрії краси.

## Галерея

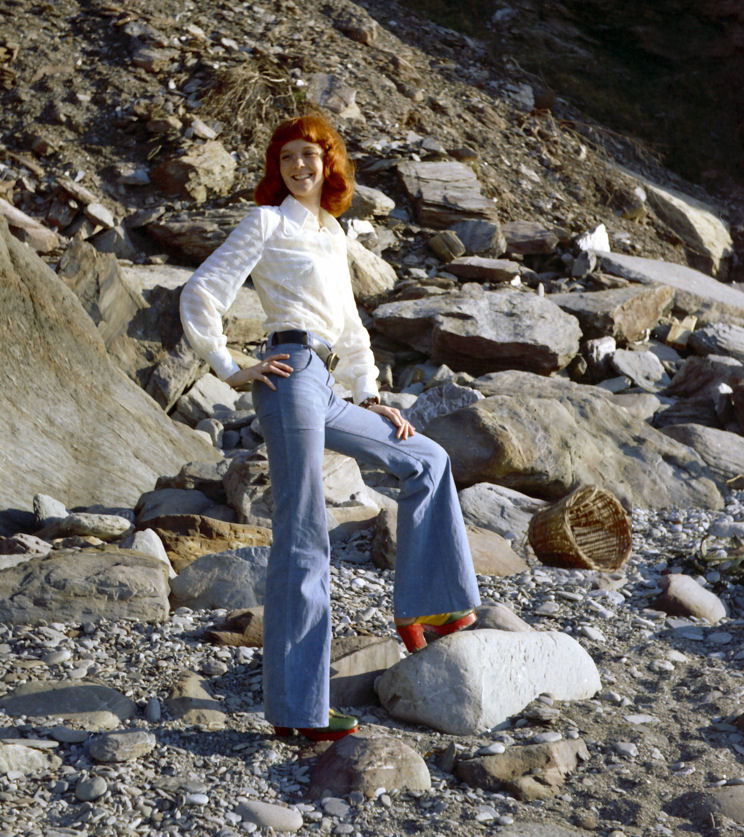
Джинси кльош, Англія, середина 1970-их
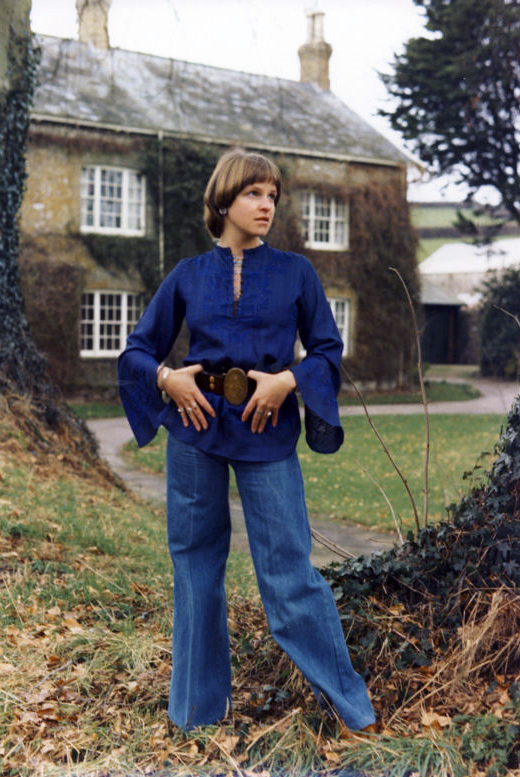
Джинси кльош у поєднанні з блузою стилізованою під середні віки, зачіска "паж", Англія, середина 1970-их
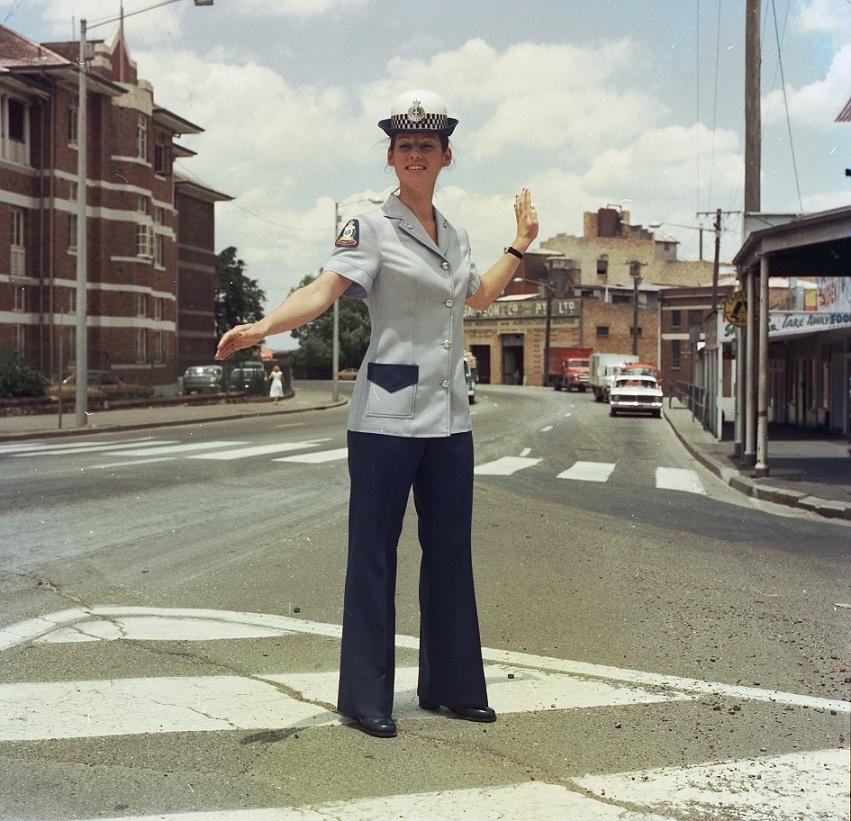
Брюки кльош як частина жіночої літньої форми поліції Квінсленду, Австралія, 1979 рік
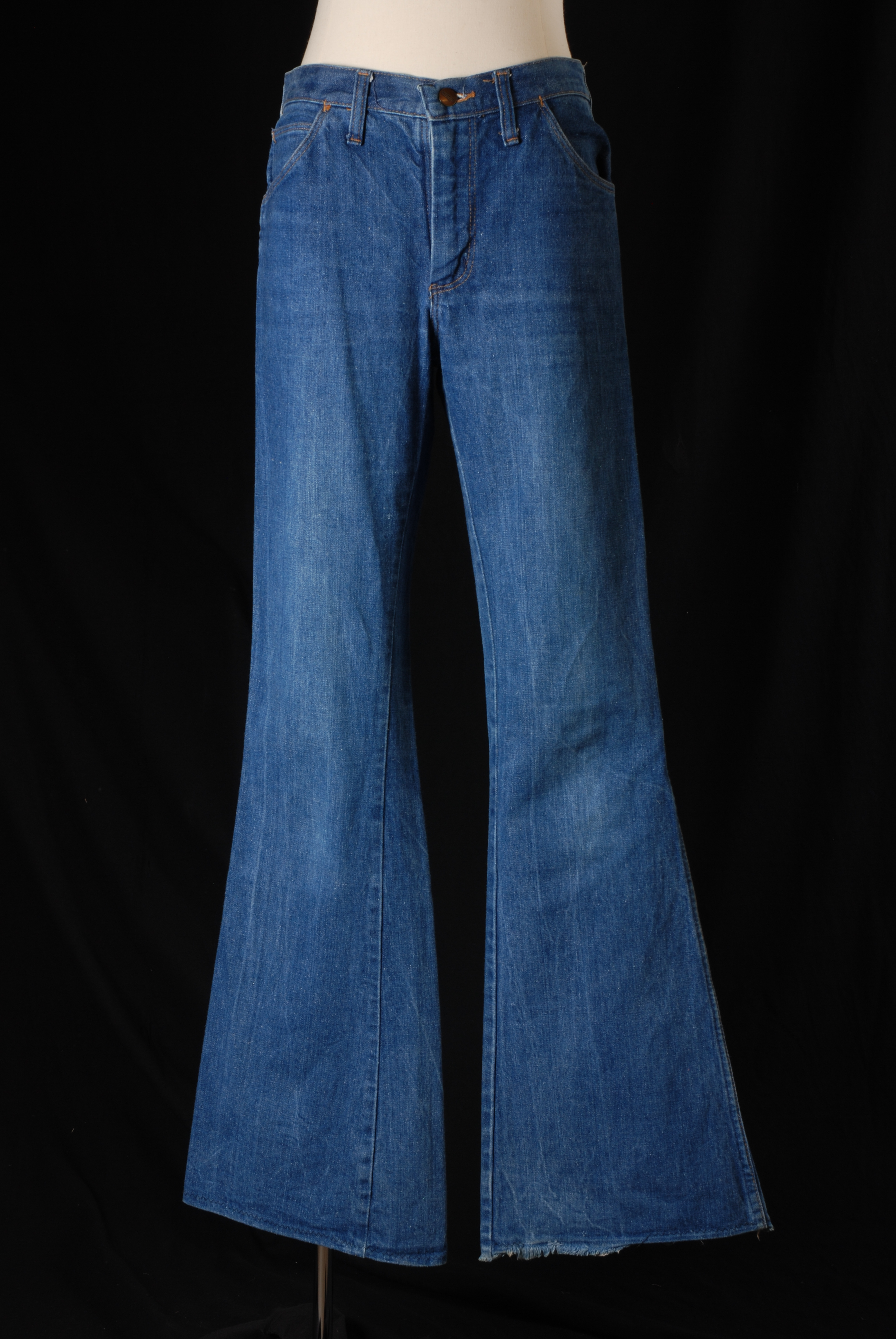
Джинси кльош марки "Вранглер", зберігаються в Музеї Роттердаму в Нідерландах, вироблено в Бельгії, 1970-і роки
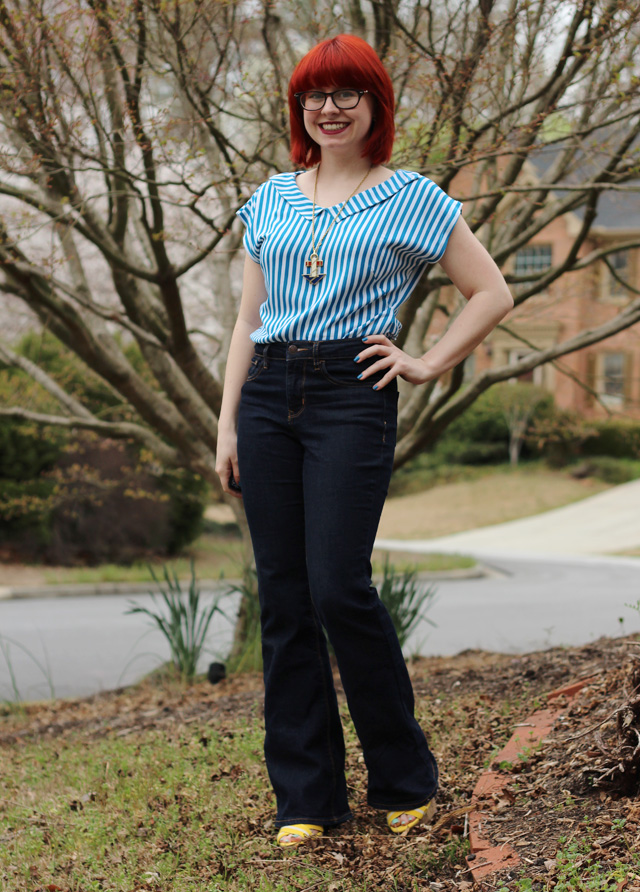
Джинси кльош, 2015 рік